# Жёлуди (масть)
Жёлуди (нем. Eichel), Жлуди, Трефы, Крести — самая старшая из четырёх карточных мастей в немецкой колоде в картёжной игре скат, в преферансе предпоследняя по значимости.
Кроме Германии эта масть также используется в Австрии, Венгрии, Словакии, Словении, Хорватии и в отдельных районах Чехии. 
В Швейцарии используют похожее изображение .
Жёлуди соответствует трефам во французской колоде.  В ломберной, картёжной игре: трефовый, крестовый, жлудевый туз называется Ба́ста.